# 洛倫齊峰

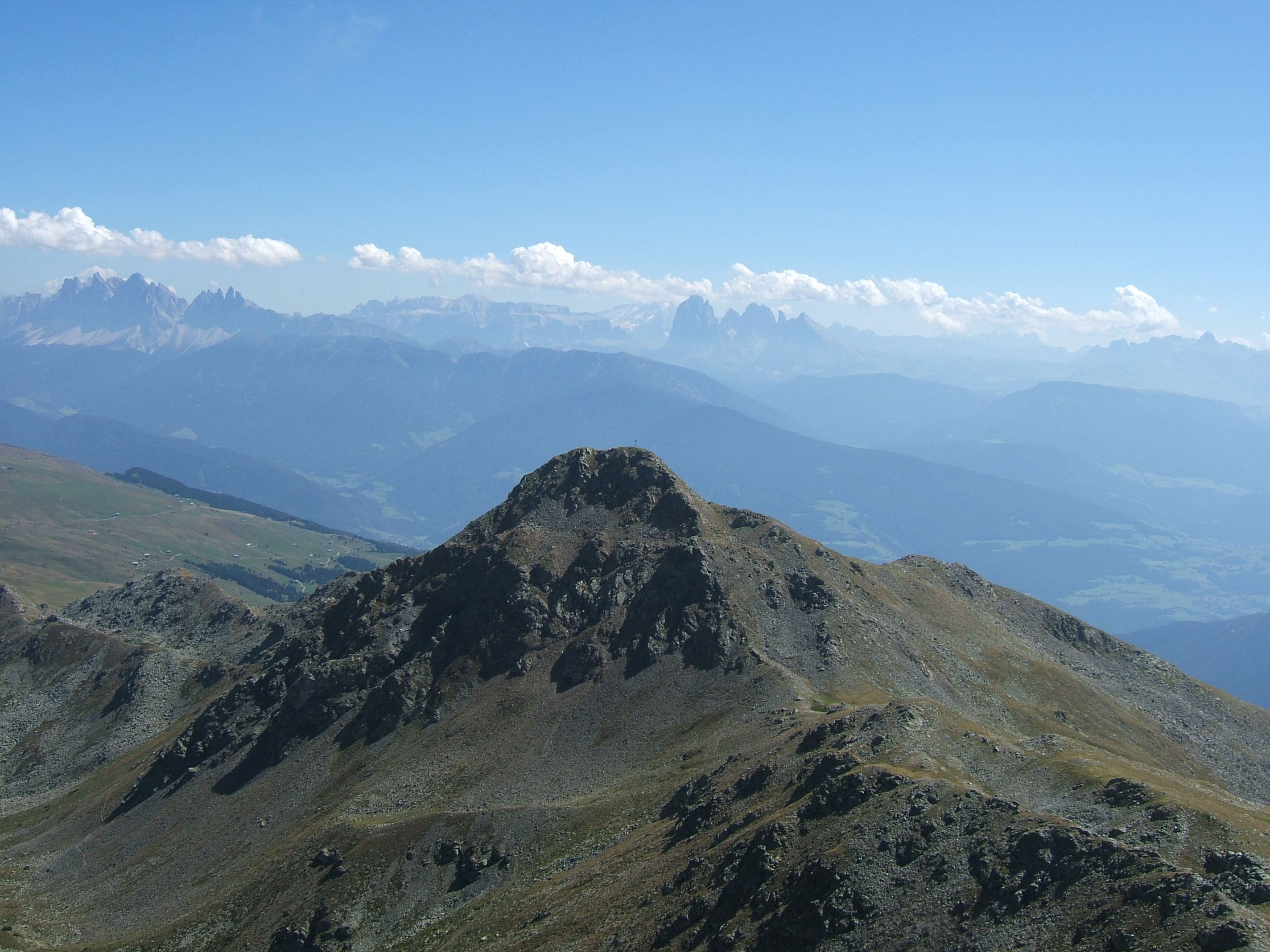

46°42′44″N 11°31′08″E / 46.7123°N 11.51886°E
洛倫齊峰（義大利語：Lorenzispitze），是意大利的山峰，位於該國東北部，由博爾扎諾-南蒂羅爾自治省負責管轄，屬於萨恩塔尔山脉的一部分，海拔高度2,483米。